# 木城町立木城中学校
木城町立木城中学校（きじょうちょうりつ きじょうちゅうがっこう）は、かつて宮崎県児湯郡木城町大字椎木にあった公立の中学校。
2023年（令和5年）3月末をもって閉校し、木城町立みどりの杜木城学園（義務教育学校）に統合された。

## 概要
歴史
1947年（昭和22年）の学制改革により、新制中学校として創立。2022年（令和4年）には創立75周年を迎えた。2023年（令和5年）3月末をもって閉校し、隣接する木城町立木城小学校と統合の上、義務教育学校「木城町立みどりの杜木城学園」となった。

校章
3枚の葉を背景にして、中央に校名の頭文字である「木」を丸みを帯びた形にして、「中」の文字を取り囲んだデザインとなっている。
校歌
作詞は本田親徳、作曲は金堀伸夫による。歌詞は3番まであり、各番の歌詞中に校名の「木城中学校」が登場する。
通学区域
木城町全域（大字椎木・大字高城・大字川原・大字石河内・大字中之又）であった。小学校区は木城町立木城小学校。

## 沿革
旧・木城中学校
- 1947年（昭和22年）
  - 4月27日 - 木城村会（村議会）において、新制中学校「木城村立木城中学校」の設立が議決される。
  - 4月30日 - 木城村立木城中学校の設置が認可される。初代校長に岩永鶴松が就任。
  - 5月8日 - 開校式を挙行。授業を開始。
- 1948年（昭和23年）
  - 3月31日 - 青年学校が廃止される。
  - 4月 -  新校舎（中校舎）が完成。
- 1951年（昭和26年）3月 - 南校舎が完成。
- 1952年（昭和27年）5月 - 学校旗を制定。
- 1953年（昭和28年）9月 - 小中共同雨天体操場兼講堂が完成。
- 1955年（昭和30年）4月1日 -  石河内分校が分離の上、木城村立石河内中学校として独立。
- 1957年（昭和32年）11月10日 - 校歌を制定。
- 1962年（昭和37年）12月 - 技術家庭室等が完成。小中学校共用プールが完成。
- 1963年（昭和38年）9月 - 生徒D型ミルク給食を開始。
- 1965年（昭和40年）2月 - 体育館が完成。
- 1966年（昭和41年）5月 - 学校給食A型完全給食を開始。
- 1970年（昭和45年）2月 - 鉄筋コンクリート造新校舎（第一期工事）が完成。
- 1973年（昭和48年）4月1日 - 町制施行により、「木城町立木城中学校」（最終名）に改称。
- 1975年（昭和50年）11月 - 附属校舎（柔道室・卓球室等）の改修を完了。
- 1981年（昭和56年）1月 - 技術室が完成。
- 1982年（昭和57年）3月 - 校旗を新調。
- 1984年（昭和59年）
  - 1月 - 新校舎防音工事（第一期）が完了。
  - 11月 - 新校舎防音工事（第二期）が完了。
- 1985年（昭和60年）6月 -  運動場に大時計が設置される。
- 1986年（昭和61年）
  - 2月 -  木城中学校寄宿舎が完成。
  - 4月1日 - 木城町立中之又中学校を統合。
- 1987年（昭和62年）
  - 3月 - 講堂（体育館）が完成。
  - 4月1日 - 木城町立石河内中学校を統合。
- 1991年（平成3年）1月 - 部活動部室が完成。
- 1992年（平成4年）3月 - LL教室およびコンピュータ教室が完成。
- 1997年（平成9年）
  - 3月 - グラウンドを改修。
  - 11月2日 - 創立50周年記念式典を挙行。
- 2008年（平成20年）8月 - 耐震工事が完了。
- 2023年（令和5年）3月31日 - 木城町立みどりの杜木城学園（義務教育学校）への統合により閉校。

旧・中之又中学校（なかのまた）
- 1947年（昭和22年）5月17日 - 学制改革（六・三制の実施）により、東米良村中之又国民学校の高等科が、青年学校普通科とともに、新制中学校「東米良村立東中学校[1] 中之又分校」が中之又小学校に併設される。
- 1949年（昭和24年）9月 - 宮崎県電気部の援助と地区民の奉仕作業により、分校校舎の敷地を拓き、木造平屋建て3教室が完成。
- 1951年（昭和26年）4月1日 - 「東米良村立東陵中学校[1] 中之又分校」に改称。
- 1954年（昭和29年）- 木造2階建て校舎を増改築。
- 1960年（昭和35年）9月 - 給食D型ミルク給食を開始。
- 1961年（昭和36年）3月 - 校旗・校章を制定（中央に校名の頭文字と中学校を兼ねた「中」の文字を配している）。校門を新設。
- 1962年（昭和37年）4月1日 - 東米良村の中之又地区が木城村に編入されたため、「木城村立中之又中学校」として独立。
- 1963年（昭和38年）2月10日 - 校歌を制定。作詞は安田尚義、作曲は金堀伸夫による。歌詞は3番まであり、各番の歌詞中に校名の「中之又中学校」が登場。
- 1965年（昭和40年）8月 - 運動場を拡張。
- 1966年（昭和41年）7月 - A型完全給食を開始。
- 1968年（昭和43年）
  - 3月 - へき地集会室が完成。
  - 8月 - 小中兼用プールが完成。
- 1969年（昭和44年）11月 - ランチルームが完成。運動場を拡張。
- 1973年（昭和48年）4月1日 - 町制施行により、「木城町立中之又中学校」（最終名）に改称。
- 1984年（昭和59年）9月20日 - PTA臨時総会にて、木城中学校への統合の意思が決定される。1986年度（昭和61年度）より生徒は木城中学校の寄宿舎に入寮することとなる。
- 1986年（昭和61年）
  - 3月26日 - 閉校式を挙行。
  - 3月31日 - 木城町立木城中学校への統合により、閉校。39年の歴史に幕を閉じる。

旧・石河内小学校（いしかわうち）
- 1947年（昭和22年）5月8日 - 石河内国民学校の高等科が青年学校普通科とともに、新制中学校「木城村立木城中学校 石河内分校」が設置される。高鍋営林署石河内事務所宿舎を仮校舎として開校。
- 1948年（昭和23年）4月 - 石神社社殿を仮校舎として使用。
- 1949年（昭和24年）10月 - 石河内小学校の隣接地に新校舎が完成し、移転を完了。
- 1951年（昭和26年）9月 - 2教室を増築。
- 1955年（昭和30年）4月1日 - 木城中学校から分離の上、「木城村立石河内中学校」として独立。
- 1957年（昭和32年）
  - 4月 - 宮崎交通バスが本村まで開通し、通学が便利になる。
  - 7月 - ミルク給食を開始。
- 1958年（昭和33年）3月 - へき地集会室が完成。
- 1959年（昭和34年）2月 - 校歌を制定。作詞は安田尚義、作曲は金堀伸夫による。歌詞は3番まであり、各番の歌詞中に校名の「石河内中学校」が登場。
- 1960年（昭和35年）9月 - 校章を制定。3枚の葉を背景にして、中央に「中」の文字を配したデザインとなっている。
- 1961年（昭和36年）
  - 3月 - 運動場を拡張。
  - 6月 - 特別教室が完成。
- 1964年（昭和39年）9月 - 運動場を新設。
- 1966年（昭和41年）5月 - 完全給食を開始。
- 1968年（昭和43年）2月 - 小中兼用プールが完成。
- 1971年（昭和46年）12月 - 理科室と美術室が完成。
- 1972年（昭和47年）4月 - 石河内小学校戸崎分校の廃止により、当該地区（戸崎・鵜懐・春山地区）方面に小中学生対象のスクールバスの運行を開始。
- 1973年（昭和48年）4月1日 - 町制施行により、「木城町立石河内中学校」（最終名）に改称。
- 1975年（昭和50年）3月 - へき地集会室（体育館）が完成。
- 1979年（昭和54年）9月 - 校舎の補修工事が完了。
- 1986年（昭和61年）9月 - PTA総会にて、木城中学校への統合が議決される。
- 1987年（昭和62年）3月31日 - 木城町立木城中学校への統合により、閉校。40年の歴史に幕を下ろす。

## 交通
最寄りの鉄道駅
JR日豊本線 「高鍋駅」より8km（車15分）
最寄りのバス停
宮崎交通バス 「木城学校前」バス停より80m（徒歩1分）
最寄りの幹線道路
宮崎県道304号木城高鍋線 「木城町出店」交差点

## 周辺
- 木城町給食センター
- 木城町体育館
- 木城町椎木児童館
- 木城町社会福祉協議会
- 木城町総合交流センターリバリス
- 木城町役場
- 高鍋警察署 木城警察官駐在所
- 高城橋
- 小丸川

## 参考資料
- 「木城町史」（木城町, 1991年（平成3年）9月1日発行）
  - p.748～p.807（明治初期の学校教育・木城小学校・本河内小学校・中之又小学校）
  - p.808～p.836（木城中学校・本河内中学校・中之又中学校）
  - p.837～p.841（青年学校）